# Phaonia naticerca
Phaonia naticerca este o specie de muște din genul Phaonia, familia Muscidae, descrisă de Xue, Chen și Liang în anul 1993.
Este endemică în Liaoning. Conform Catalogue of Life specia Phaonia naticerca nu are subspecii cunoscute.